# Prem Nazir
Prem Nazir (ur. 7 kwietnia 1926, zm. 16 stycznia 1989) – indyjski aktor.

## Życiorys
Urodził się jako Abdul Khader w Chirayankeezhu w ówczesnym królestwie Trawankoru, historycznie będącym częścią Kerali. Rozpoznawalność zdobył pod przyjętym pseudonimem. Pochodził z rodziny muzułmańskiej, był synem Akkode Shahula Hamida i Asumy Beevi. Wcześnie osierocony przez matkę, kształcił się w S.D. College w Alappuzhi oraz w Saint Berchman's College w Changanassery. Karierę aktorską rozpoczął w teatrze, w kinie zadebiutował dzięki Marumakal (1952) w reżyserii S.K. Chariego. Szybko stał się jedną z największych gwiazd kina powstającego w języku malajalam. Ceniony przez widzów oraz krytykę za występy w filmach o tematyce miłosnej, naturalność swej gry oraz charyzmę. Pojawiał się także w skomplikowanych, wielowymiarowych produkcjach niskobudżetowych. Rola upośledzonego umysłowo Bhranthana Velayudhana w wyreżyserowanym przez P. Bhaskarana Iruttinte Athmavu (1967) uznawana bywa za najlepszą w całej jego karierze.
Znany był z ogromnej pracowitości. Jego filmografia obejmuje około 900 tytułów, przede wszystkim w ojczystym dla niego malajalam, ale także w języku tamilskim czy telugu. W przeszło 500 filmach wystąpił w roli głównej. W przeszło 100 z nich pojawił się z tą samą aktorką, Sheelą. Uznawany za jednego z najważniejszych aktorów w historii keralskiego kina. Cieszył się ogromną popularnością. Przez Keralczyków nazywany był nithyaharitha nayakan, co można przetłumaczyć jako wiecznie młody bohater. Za swoją działalność być wielokrotnie nagradzany i wyróżniany. Otrzymał przyznawany przez indyjski rząd federalny order Padma Bhushan (1983). Uhonorowany specjalną nagrodą filmową przez keralski rząd stanowy (1981). W 1992 ustanowiono upamiętniającą go nagrodę, przyznawaną za zasługi dla rozwoju keralskiego przemysłu filmowego.